# Autumn (Nederlandse band)
Autumn is een gothic metal band uit Nederland. Autumn is opgericht in 1995 in Friesland en bracht in 2002 haar eerste cd When Lust Evokes The Curse uit. In de beginjaren werd de muziek van Autumn tot de gothic metal gerekend, maar door de jaren heen is de band meer invloeden uit progressieve rock en alternatieve rock gaan gebruiken.
Autumn bestaat uit Marjan Welman (zang), Jan Grijpstra (drums), Jeroen Vrielink (bas), Jens van der Valk (gitaar/zang), Mats van der Valk (gitaar/zang) en Jan Munnik (keyboards).
De band heeft opgetreden op festivals als Wacken Open Air, Summer Breeze, Wâldrock, Dynamo Open Air, Fields Of Rock en op Graspop Metal Meeting.
Op 27 april 2007 kwam hun derde album, My New Time uit, het eerste voor label Metal Blade Records en het laatste met zangeres Nienke de Jong. In februari 2009 verscheen het album Altitude waarop voor het eerst Marjan Welman te horen was. Begin 2010 volgde een tour door Europa als support van The Gathering.
In november 2011 kwam het album "Cold Comfort" uit, incl. videoclip bij het nummer "Scarecrow".

## Discografie

### Albums
| Album met eventuele hitnotering(en) in de Nederlandse Album Top 100 | Datum van verschijnen | Datum van binnenkomst | Hoogste positie | Aantal weken | Opmerkingen |
| ------------------------------------------------------------------- | --------------------- | --------------------- | --------------- | ------------ | ----------- |
| When Lust Evokes the Curse                                          | 2002                  | -                     |                 |              |             |
| Summer's End                                                        | 2004                  | 02-10-2004            | 60              | 1            |             |
| My New Time                                                         | 2007                  | 05-05-2007            | 72              | 2            |             |
| Altitude                                                            | 2009                  | 21-02-2009            | 94              | 1            |             |
| Cold Comfort                                                        | 2011                  |                       |                 |              |             |

## Leden

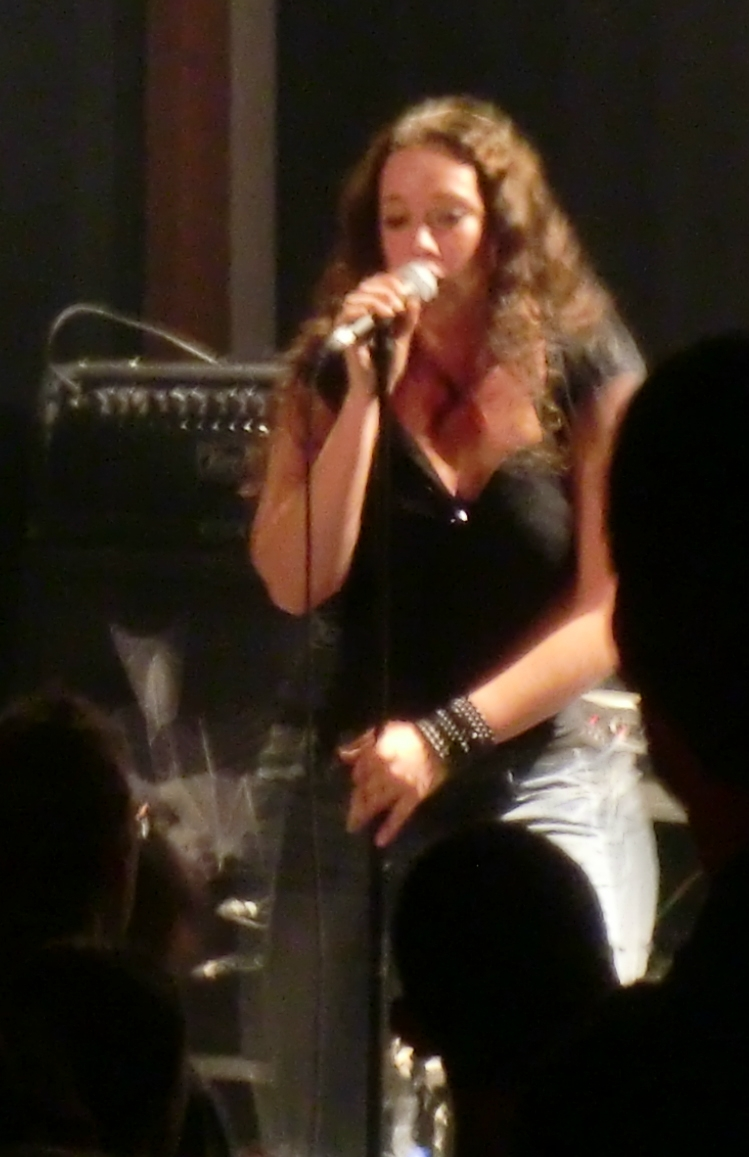
Marjan Welman
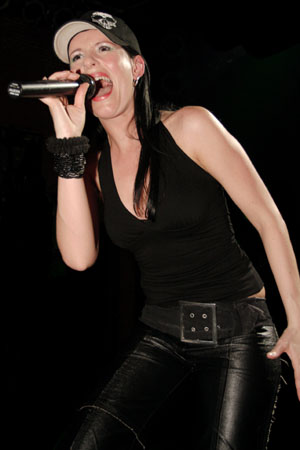
Nienke de Jong

## Ex-leden
- Meindert Sterk – bas, zang (1995–2006)
- Bert Ferweda – gitaar (1995–2001)
- Hildebrand van de Woude – drums (1995–1996)
- Menno Terpstra – toetsen (1996–2006)
- Welmoed Veersma – zang, fluit (1996–1999)
- Nienke de Jong – zang (1999–2008)
- Jeroen Bakker – gitaar (1999–2007)
- Jasper Koenders – gitaar, fluit (2003–2005[1])
- Jerome Vrielink – bas (2006–2012)
- Kevin Storm - bas (2012-2018)